# Gaertnera ianthina
Gaertnera ianthina är en måreväxtart som beskrevs av Simon T. Malcomber. Gaertnera ianthina ingår i släktet Gaertnera och familjen måreväxter. Inga underarter finns listade i Catalogue of Life.